# Twelve Carat Toothache
Twelve Carat Toothache —en español: Dolor de muelas de doce quilates— es el cuarto álbum de estudio del cantante estadounidense Post Malone publicado el 3 de junio de 2022 a través de las discográficas Republic Records y Mercury Records. El álbum contiene apariciones especiales de artistas como Roddy Ricch, Doja Cat, Gunna, Fleet Foxes, The Kid Laroi y The Weeknd. La edición de lujo fue lanzada cuatro días después el 7 de junio de 2022, incluyendo dos nuevas pistas.
Twelve Carat Toothache fue promovido por tres sencillos: «One Right Now», «Cooped Up» y «I Like You (A Happier Song)». El álbum recibió críticas positivas y fue un éxito comercial. Debutó en el puesto número 2 en la lista Billboard 200 de Estados Unidos, vendiendo 121,000 copias en su primera semana. Es el cuarto álbum de Post que se ubica en el top 5 de Estados Unidos.

## Antecedentes
El 24 de abril de 2020, Post Malone anunció que un nuevo álbum está en marcha durante una actuación en directo. El 21 de julio de 2020, Malone fue entrevistado por The Wall Street Journal, en la que dijo:
Para ser sincero, creo que todo el mundo en Estados Unidos se está volviendo un poco loco por estar sentado en casa todo el día. Así que me he vuelto un poco loco, y quería dar más pasos fuera de mi rango de comodidad y hacer música que creo que -para mí- es una de las mejores que he hecho. Probablemente diga eso en cada ciclo de álbumes, pero para mí es muy especial. Quiero hacer un álbum que levante el ánimo y muestre que la gente no está sola en sus momentos de soledad y preocupación y que, al final, todos necesitamos mostrar amor a todos los habitantes del planeta y resolver las cosas. Así que estamos trabajando muy duro, y creo que estamos haciendo cosas increíbles.
El 23 de abril de 2021, su mánager, Dre London, compartió que él y Malone habían acordado que lanzaría dos proyectos en 2021, lo que sin embargo no ocurrió. El 10 de enero de 2022, London reveló que Twelve Carat Toothache había sido completado y estaba listo para ser lanzado, pero dijo que Republic Records y su sello matriz, Universal Music Group, habían estado retrasando su lanzamiento.
El 26 de enero de 2022, Malone fue entrevistado por Billboard. Consideró que las canciones del álbum «hablan más de cómo me siento en este momento: los altibajos y el desorden y el aspecto bipolar de ser un artista en la corriente principal». El productor discográfico estadounidense Louis Bell, amigo íntimo y colaborador frecuente de Malone, opinó que mezcla «lava fundida y fuego» y «azul cian y blanco». Debido a la pandemia de COVID-19, Malone no pudo salir de gira, lo que le dio menos incentivos para hacer tanta música. El álbum contiene 14 canciones y dura 43 minutos, lo que lo convierte en el más corto de Malone hasta la fecha. Malone ha anunciado la publicación de dos canciones adicionales, «Waiting for Never» y «Hateful», el 7 de junio.

## Lanzamiento y promoción
El 11 de abril de 2022, el mánager de Malone, Dre London, anunció a través de Instagram que el álbum saldría a la venta en mayo de 2022. El 23 de abril de 2022, Malone subió a Instagram en directo, adelantando algunas de las canciones del álbum. Entre esas canciones, tocó «Love/Hate Letter to Alcohol», una colaboración con Robin Pecknold de Fleet Foxes, que detalla la «lucha con el alcohol» de Post. Malone dijo que la banda es una de sus favoritas, y elogió a Pecknold como «el jodido vocalista más hermoso». Post describió «Wasting Angels», con la participación de The Kid Laroi, como una «celebración de la vida y del espíritu humano para poder luchar pase lo que pase». También adelantó una canción llamada «Wrapped Around Your Finger», así como «I Like You (A Happier Song)», que cuenta con la colaboración de Doja Cat y en la que los dos van de un lado a otro. El 27 de abril de 2022, Malone anunció que el álbum saldría a la venta el 3 de junio de 2022. El 14 de mayo de 2022, apareció como invitado musical en Saturday Night Live e interpretó «Cooped Up» con Roddy Ricch, así como «Love/Hate Letter to Alcohol», acompañado por Fleet Foxes. Malone había confirmado previamente que había trabajado con el líder de Fleet Foxes, Robin Pecknold, en una canción para el álbum. Twelve Carat Toothache se publicó el 3 de junio de 2022 a través de Mercury Records y Republic Records. La edición estándar se publicó en casete, CD, descarga digital y streaming, y días más tarde se puso en marcha un pedido anticipado para la edición en vinilo. Los bonus tracks de la edición de lujo, «Waiting for Never» y «Hateful», fueron lanzados a los servicios de streaming el 7 de junio de 2022.

### Sencillos
El 2 de noviembre de 2021, Malone y The Weeknd publicaron un fragmento de 7 segundos de la canción titulado «PM&TW-ORN-Update.5.nonhyped.w1.mp3» en sus cuentas de Instagram. El post recibió más de 150.000 likes en apenas una hora. Aunque en un principio se desconocía cuál iba a ser el título de la canción, el mánager de Malone, Dre London, reveló que la colaboración se titularía «One Right Now». El 5 de noviembre de 2021, Malone lanzó «One Right Now» con The Weeknd, como sencillo principal del álbum. La canción marca la primera vez que los artistas aparecen en una canción juntos. La canción fue producida por Louis Bell, Brian Lee y Andrew Bolooki. Debutó y alcanzó el número seis en el Billboard Hot 100.
Malone lanzó el segundo sencillo del álbum, «Cooped Up» con Roddy Ricch, el 12 de mayo de 2022. Debutó y alcanzó el número 12 en el Billboard Hot 100.
«I Like You (A Happier Song)», con Doja Cat, fue enviado a la radio de éxito contemporánea de Estados Unidos como tercer sencillo del álbum el 7 de junio de 2022. Debutó en el número nueve y alcanzó el número tres en el Billboard Hot 100.

### Tour
El 13 de junio de 2022, para seguir promocionando el álbum, Post anunció la etapa norteamericana de su próxima gira de conciertos, la Twelve Carat Tour. Comenzará el 10 de septiembre en Omaha y concluirá el 16 de noviembre en Los Ángeles. Roddy Ricch actuará como telonero en la mayoría de las fechas.

## Lista de canciones
- Edición estándar

| Twelve Carat Toothache |                                                 |                                                        |                                 |          |  |
| N.º                    | Título                                          | Escritor(es)                                           | Productor(es)                   | Duración |  |
| 1.                     | «Reputation»                                    | Austin Post y Louis Bell                               | Bell                            | 4:08     |  |
| 2.                     | «Cooped Up» (con Roddy Ricch)                   | Post, Rodrick Moore Jr., Bell y William Walsh          | Bell y Post Malone              | 3:05     |  |
| 3.                     | «Lemon Tree»                                    | Post, Ryan Vojtesak, Bell, Walsh y Brian Lee           | Charlie Handsome, Bell y Malone | 4:03     |  |
| 4.                     | «Wrapped Around Your Finger»                    | Post, Bell, Andrew Watt, Omer Fedi y Walsh             | Bell, Malone, Watt y Fedi       | 3:14     |  |
| 5.                     | «I Like You (A Happier Song)» (con Doja Cat)    | Post, Amala Dlamini, Bell, Jasper Harris y Walsh       | Bell                            | 3:13     |  |
| 6.                     | «I Cannot Be (A Sadder Song)» (con Gunna)       | Post, Sergio Kitchens, Bell, Taurus Currie Jr. y Walsh | Bell y Taurus                   | 2:50     |  |
| 7.                     | «Insane»                                        | Post, Bell y Walsh                                     | Malone y Bell                   | 2:50     |  |
| 8.                     | «Love/Hate Letter to Alcohol» (con Fleet Foxes) | Post, Bell y Robin Pecknold                            | Bell y Malone                   | 3:04     |  |
| 9.                     | «Wasting Angels» (con The Kid Laroi)            | Post, Charlton Howard, Bell y Walsh                    | Bell                            | 4:03     |  |
| 10.                    | «Euthanasia»                                    | Post y Bell                                            | Bell y Malone                   | 2:26     |  |
| 11.                    | «When I'm Alone»                                | Post, Bell y Walsh                                     | Malone y Bell                   | 3:15     |  |
| 12.                    | «Waiting for a Miracle»                         | Post y Bell                                            | Malone y Bell                   | 2:22     |  |
| 13.                    | «One Right Now» (junto a The Weeknd)            | Post, Abel Tesfaye, Bell, Lee, Andrew Bolooki y Walsh  | Bell, Lee y Bolooki             | 3:12     |  |
| 14.                    | «New Recording 12, Jan 3, 2020»                 | Post y Bell                                            | Malone y Bell                   | 1:33     |  |
| 43:18                  |                                                 |                                                        |                                 |          |  |

- Edición especial

| Twelve Carat Toothache — Edición de lujo |                     |                                                                                               |                                         |          |  |
| N.º                                      | Título              | Escritor(es)                                                                                  | Productor(es)                           | Duración |  |
| 15.                                      | «Waiting for Never» | Post, Bell, Bryan Yepes, Francisco Bejar, Hector Garcia, Walsh, Jessica Foutz y Timothy Bloom | Bell, Bryvn, Frankie XY y Hector Soundz | 3:16     |  |
| 16.                                      | «Hateful»           | Post, Bell, Yepes y Foutz                                                                     | Malone, Bell y Bryvn                    | 2:58     |  |
| 49:35                                    |                     |                                                                                               |                                         |          |  |

## Posicionamiento en listas

### Semanales
| País (Lista 2022)                   | Mejor posición | Ref    |
| ----------------------------------- | -------------- | ------ |
| Alemania (GfK)                      | 10             | [ 32 ] |
| Australia (ARIA)                    | 2              | [ 33 ] |
| Australia (ARIA Hip Hop/R&B Albums) | 1              | [ 34 ] |
| Canadá (Billboard Canadian Albums)  | 1              | [ 35 ] |
| Estados Unidos (Billboard 200)      | 2              | [ 36 ] |
| Japón (Hot Albums)                  | 89             | [ 37 ] |
| Lituania (AGATA)                    | 6              | [ 38 ] |
| Reino Unido (UK Albums Chart)       | 3              | [ 39 ] |

## Certificaciones
| País          | Organismo certificador | Certificación | Ventas certificadas | Ref.   |
| Bélgica       | BEA                    | Oro           | 10 000              | [ 40 ] |
| Canadá        | MC                     | Platino       | 80 000              | [ 41 ] |
| Dinamarca     | IFPI Dinamarca         | Oro           | 10 000              | [ 42 ] |
| Nueva Zelanda | RMNZ                   | Oro           | 7500                | [ 43 ] |
| Reino Unido   | BPI                    | Plata         | 60 000              | [ 44 ] |
| Suecia        | GLF                    | Oro           | 15 000              | [ 45 ] |

## Historial de lanzamiento
| País   | Fecha                 | Formato                       | Versión  | Discográfica                     | Ref.   |
| ------ | --------------------- | ----------------------------- | -------- | -------------------------------- | ------ |
| Varios | 3 de junio de 2022    | CD descarga digital streaming | Estándar | Mercury Records Republic Records | [ 16 ] |
| Varios | 7 de junio de 2022    | Descarga digital streaming    | De lujo  | Mercury Records Republic Records | [ 9 ]  |
| Varios | 24 de junio de 2022   | Casete                        | Estándar | Mercury Records Republic Records | [ 17 ] |
| Varios | 10 de febrero de 2023 | Vinilo                        | Estándar | Mercury Records Republic Records | [ 18 ] |